# Штрихкод

Штрихкод UPC

QR-код із посиланням на головну сторінку мобільної версії української Вікіпедії.

Штрихко́д, штрихови́й код — спосіб запису даних, зручний для зчитування машиною. Найчастіше трапляються штрихкоди у вигляді смуг різної товщини, які містять ідентифікатори товарів. Також існують штрихові коди, складені з крапок, квадратів та інших геометричних фігур, які призначені для розпізнавання різними пристроями (сканерами штрихкодів, застосунками у смартфонах, тощо) та подальшої обробки кодів в інформаційних системах. Вони застосовуються в роздрібній торгівлі для ідентифікації товарів, на квитках та інших документах, автомобілях, у наукових дослідженнях тощо.

## Історія виникнення
Штрихове кодування винайшов інженер Давид Коллінз[джерело?]. Після закінчення інженерного факультету Массачусетського технологічного інституту в 1950-х роках він пішов працювати у Пенсильванську залізницю, де йому довелося зіткнутися з рутинною працею — сортуванням вагонів. Їх треба було перерахувати, з'ясувати номери, та відповідно до документації визначити, куди кожен вагон має їхати. Процедура довга, та без гарантії уникнення помилок. Тоді й прийшла ідея освітлювати номери вагонів прожекторами та зчитувати їх за допомогою фотоелементів. Інженер-винахідник, щоб зробити простішим розпізнавання номерів, запропонував записувати їх не лише цифрами, але й спеціальним кодом, що містив червоні й сині смуги, розташовані на вагоні в прямокутнику півметра довжиною. Випробування підтвердили, що сканувальний пристрій може правильно зчитувати код навіть при швидкості руху вагона близько 100 км/год. Однак Коллінз не заспокоївся. Успіх підштовхнув його вдосконалювати систему. В 1968 році замість прожектора, котрий вимагав надто багато електроенергії, він застосував лазерний промінь. Розміри сканувального пристрою стали набагато меншими, зменшилось і розміри маркування, що навело Коллінза на думку застосувати штрихове кодування не тільки на залізниці, але й як товарний код.
В 1973 році в США була створена організація Universal Product Code — (UPC, укр. Універсальний товарний код), котра пропагувала застосування штрихкодів у торгівлі та виробництві. Основний варіант стандарту (UPC-A) мав 13-значні коди, а для малогабаритних товарів (таких як жувальна гумка, сигарети, лікарські засоби і т.ін.), було передбачено скорочені 6-значні коди (UPC-E).
З 1977 року аналогічну вдосконалену систему для ідентифікації товарів у роздрібній торгівлі під назвою Європейський номер артикулу (англ. European Article Number — EAN) стали застосовувати в Західній Європі. У EAN-8, як і в EAN-13, кожна цифра кодується за допомогою чотирьох штрихів: двох білих і двох чорних. Штрихи можуть мати відносну ширину в одну, дві, три або чотири одиниці. Загальна ширина штрихів для однієї цифри становить сім одиниць.
Із 2005 року ці дві системи об'єдналися під назвою EAN International.
Перші коди були лінійними. У них дані (цифри або літери) кодують послідовністю штрихів та проміжків, розташованих на одній прямій лінії. На початку XXI ст. такі коди були найбільш розповсюдженими завдяки простоті. 
| Цифра | Штрихи  |
| ----- | ------- |
| 9     | 3-1-1-2 |
| 8     | 1-2-1-3 |
| 7     | 1-3-1-2 |
| 6     | 1-1-1-4 |
| 5     | 1-2-3-1 |
| 4     | 1-1-3-2 |
| 3     | 1-4-1-1 |
| 2     | 2-1-2-2 |
| 1     | 2-2-2-1 |
| 0     | 3-2-1-1 |

Пізніше набули поширення штрихові коди, в яких дані кодуються за допомогою графічних елементів, розташованих на площині (двовимірні або матричні коди). Їх можна застосовувати для кодування більшого обсягу інформації.